# Eulasiona aperta
Eulasiona aperta är en tvåvingeart som först beskrevs av Henry Jonathan Reinhard 1958.  Eulasiona aperta ingår i släktet Eulasiona och familjen parasitflugor. Inga underarter finns listade i Catalogue of Life.